# عجایب هفتگانه جدید
عجایب هفتگانهٔ نو طرحی بدون هیچ‌گونه پشتوانه اصولی بود که در آن برای به‌روزرسانی عجایب هفتگانهٔ جهان باستان، ادعا و تلاش شد. یک نظرسنجی برای تعیین میزان رواج و محبوبیت این عجایب و انتخاب برترین‌ها توسط برنارد وبر سوئیسی-کانادایی تدارک دیده شد و توسط بنیاد نیو۷واندرز (New7Wonders)، که ریشهٔ سوئیسی دارد و تحت کنترل دولت است، سازمان یافت. در نهایت، عجایب جدید در تاریخ ۷ ژوئیهٔ سال ۲۰۰۷ در لیسبون اعلام شدند.
بنیاد نیو۷واندرز ادعا کرد که بیش از ۱۰۰ میلیون رأی از طریق اینترنت یا تلفن دریافت شد. این در حالی بود که هیچ مانعی برای جلوگیری از دادن چند رأی در نظرسنجی در نظر گرفته نشده بود و روزنامهٔ لس آنجلس تایمز آن را «قطعاً غیرعلمی» خواند. به گفتهٔ جان زاگبی، بنیان‌گذار و مدیرعامل شرکت یوتیکا (Utica)، نظرسنجی بنیاد نیو۷واندرز «بزرگ‌ترین نظر سنجی» ثبت شده است.

## برگزیدگان
در سال ۲۰۰۷ میلادی، ۷ اثر برجسته به عنوان عجایب هفتگانهٔ نو انتخاب شدند. این آثار عبارتند از:
- چیچن ایتزا در مکزیک
- مجسمهٔ مسیح در برزیل
- کولوسئوم در ایتالیا
- دیوار بزرگ چین در چین
- ماچو پیچو در پرو
- شهر باستانی پترا در اردن
- تاج محل در هند

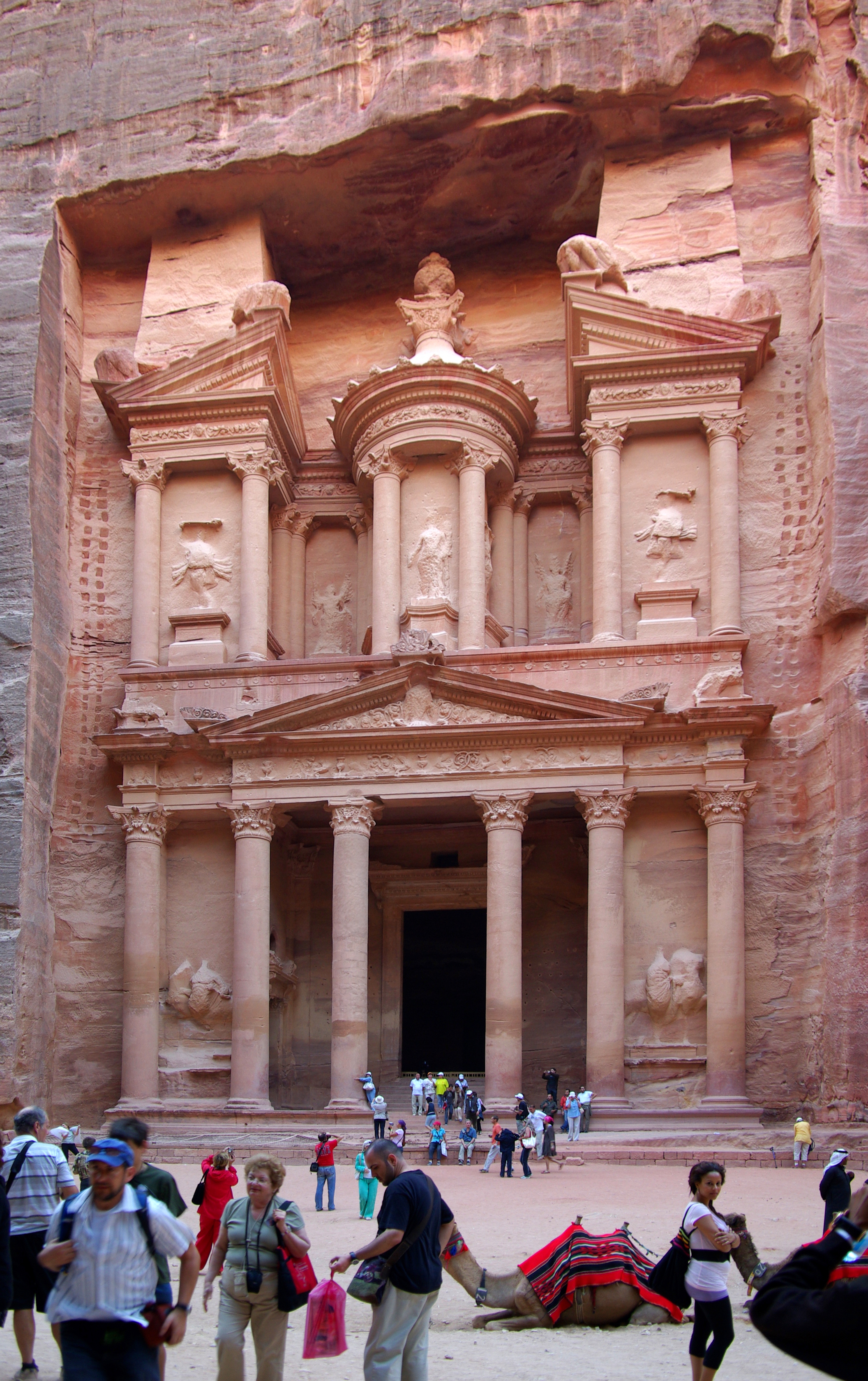
پترا
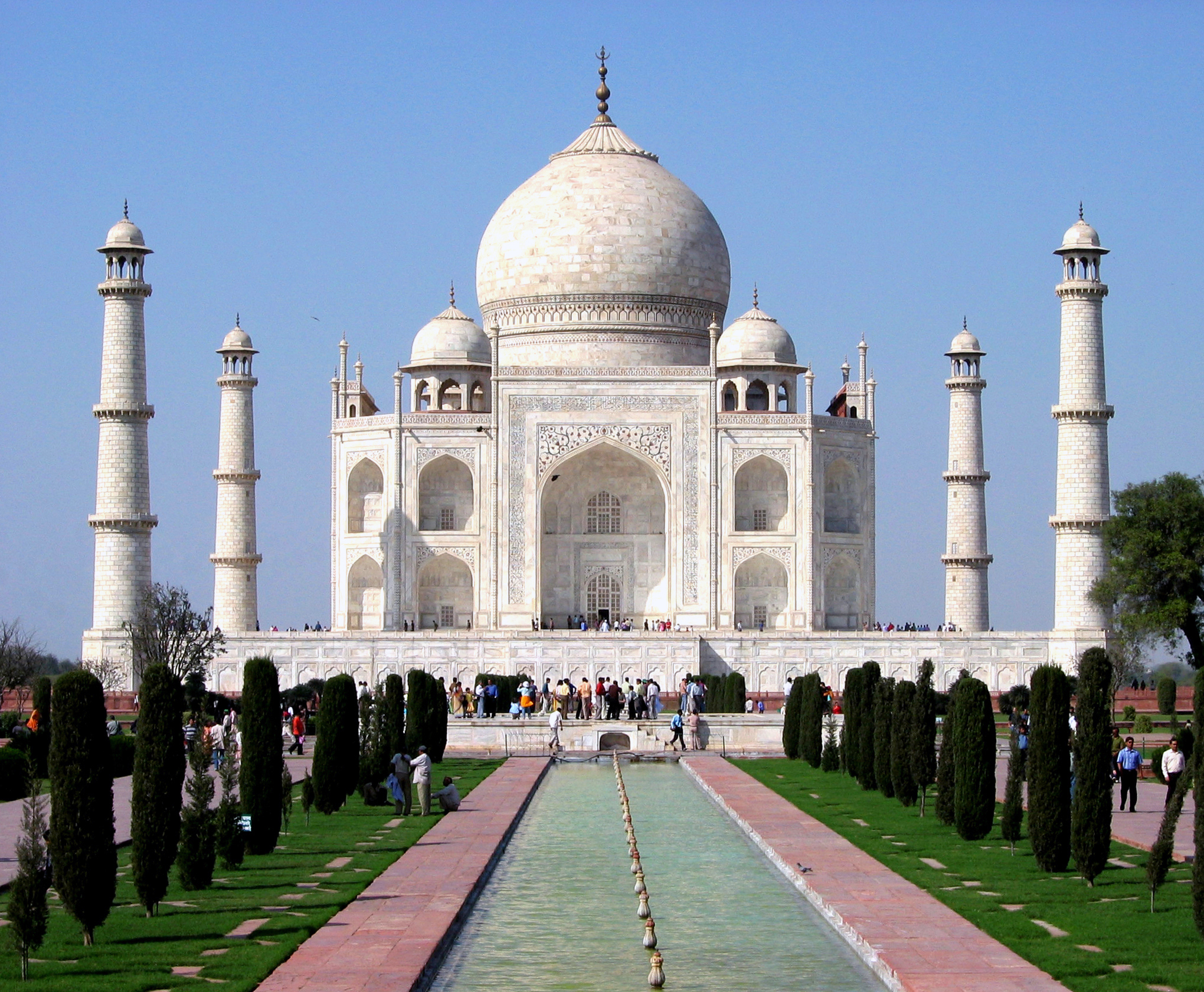
تاج محل
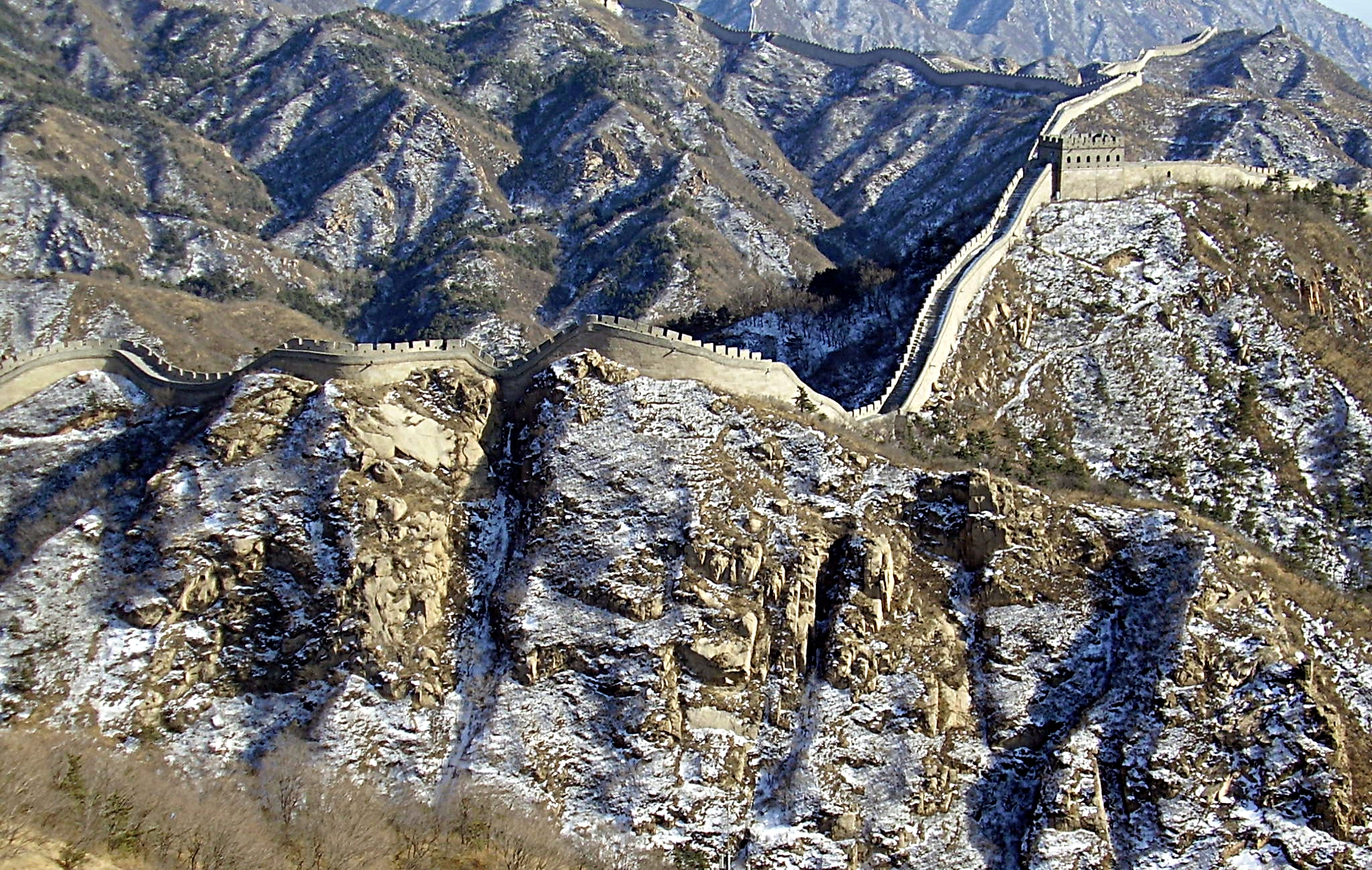
دیوار بزرگ چین
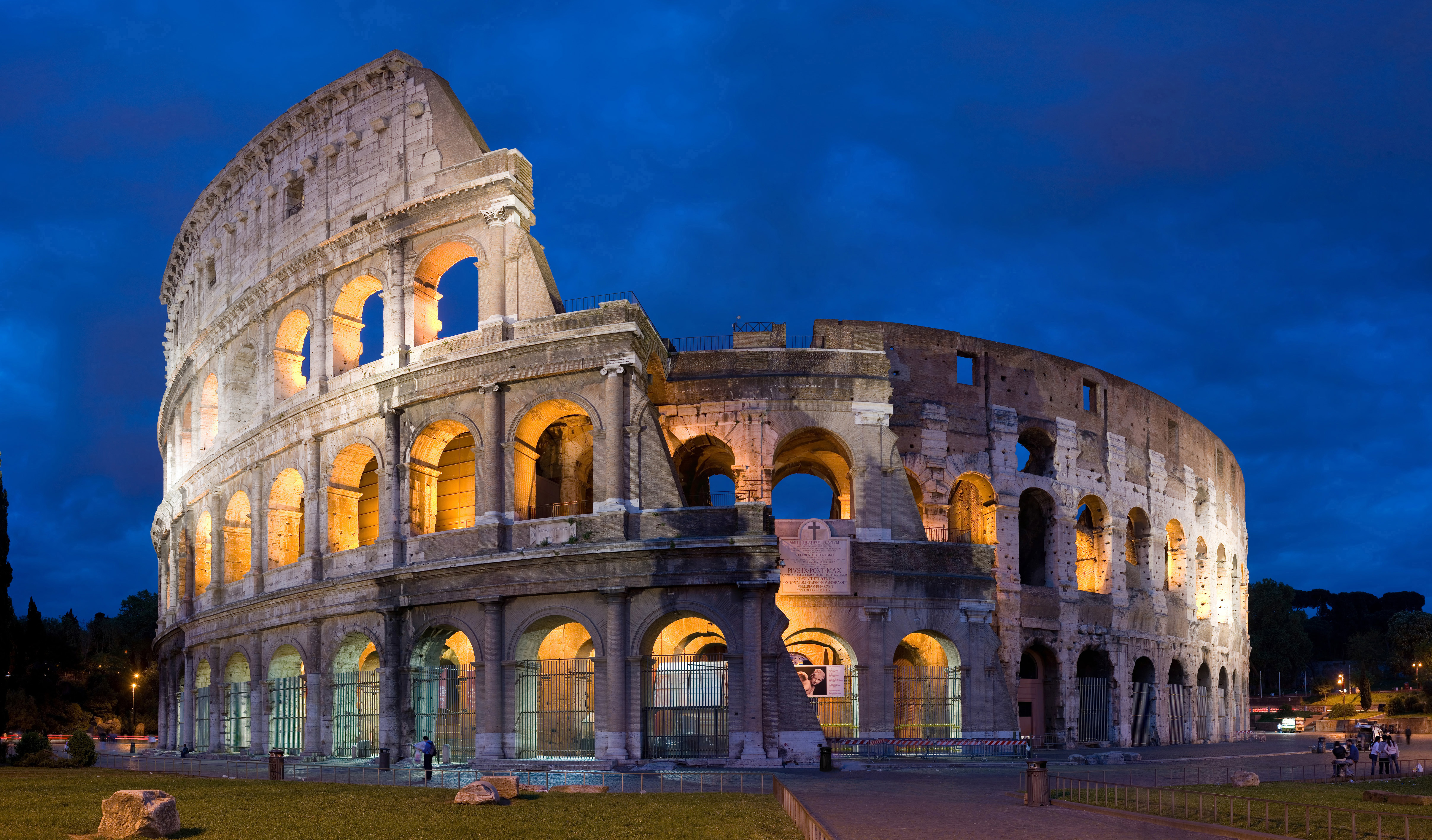
کولوسئوم
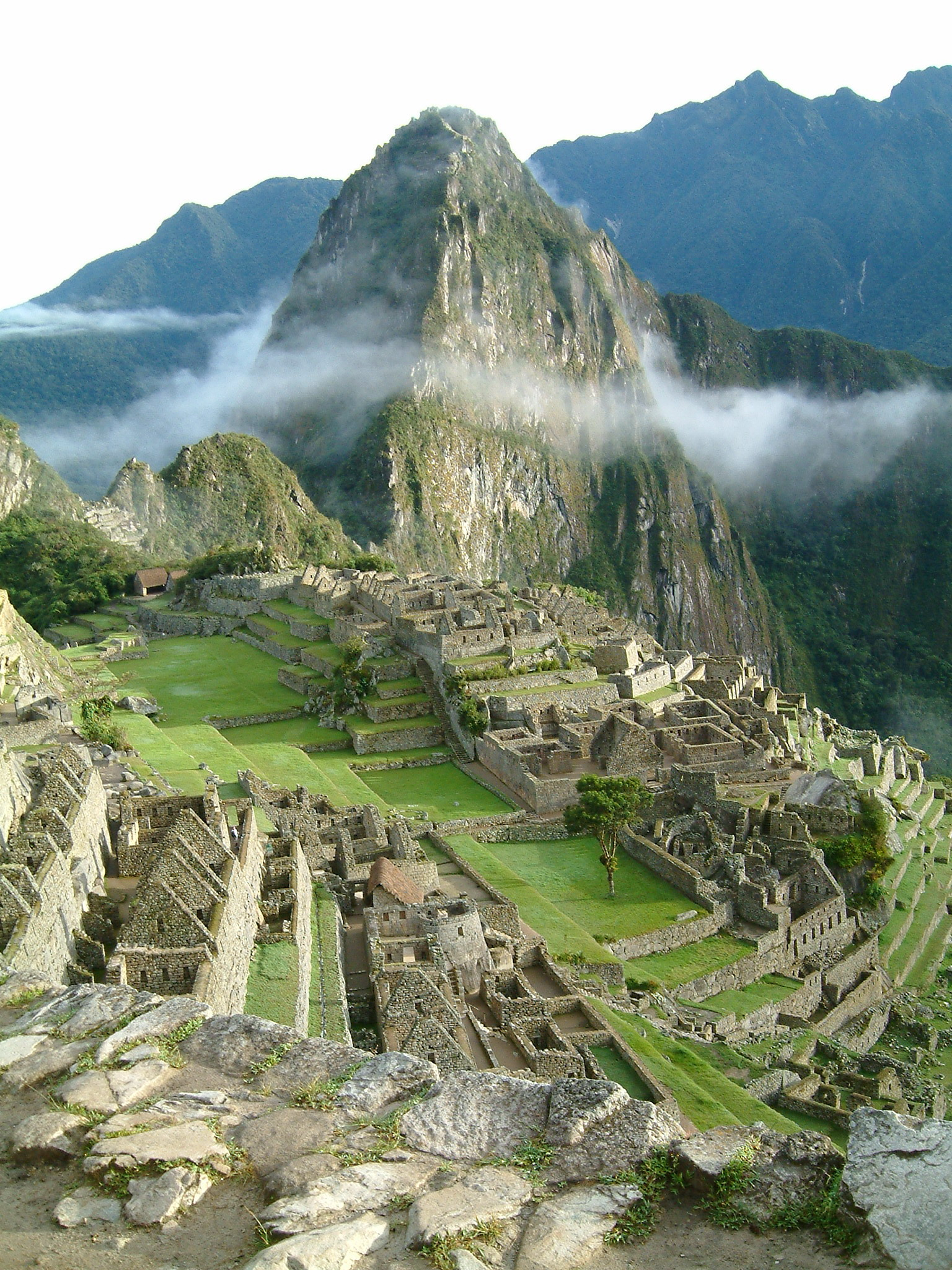
ماچوپیچو
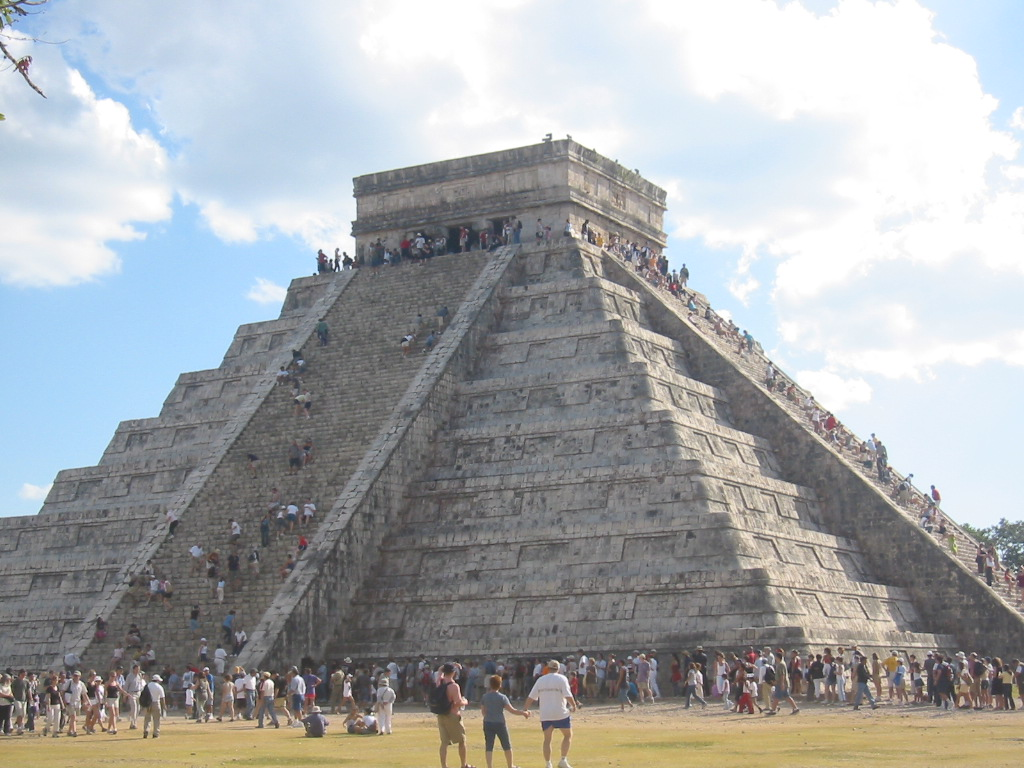
چیچن ایتزا
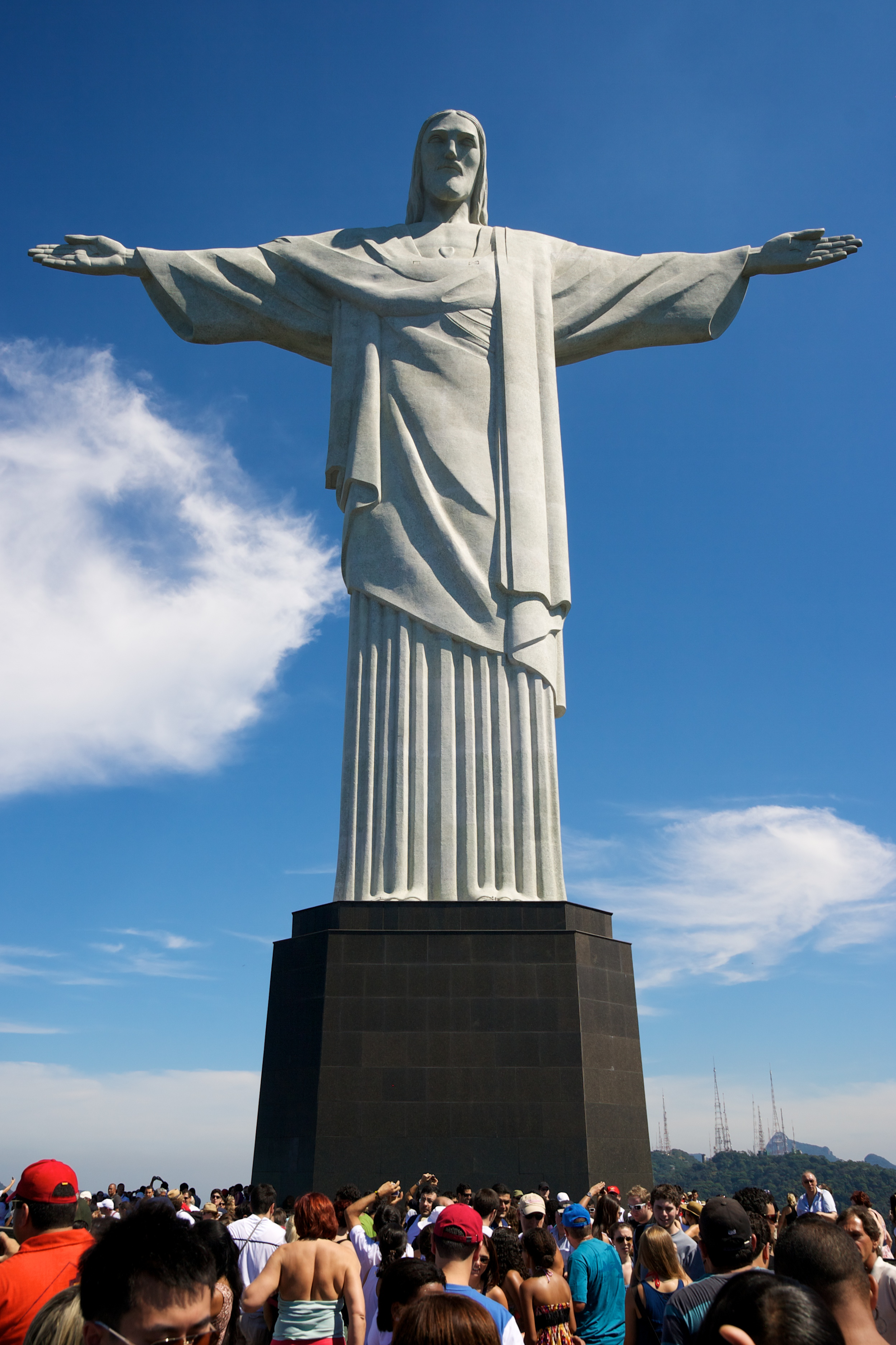
تندیس مسیح